# Петнистокрил скорец
Петнистокрил скорец (Saroglossa spiloptera) е вид птица от семейство Скорецови (Sturnidae).

## Разпространение
Видът е разпространен в Бангладеш, Индия, Мианмар, Непал и Тайланд.